# San Paolo Converso
A San Paolo Converso (Corso Italia és Piazza Eufemia sarkán) egy milánói templom.

## Története
1546 és 1580 között építették egy leánynevelő apácarend számára.  A San Maurizio al Monastero Maggiore mintájára megépült templomot Domenico Giunti tervezte. A hajót válaszfallal kettéosztották; az első rész a világiaknak, a hátsó az apácáknak volt fenntartva. A barokk stílusú főhomlokzatát 1613-ban építette Giovan Battista Crespi. A templomhajót díszítő freskók a 16. századból származnak: Giulio Campi, Antonio Campi és Vincenzo Campi cremonai mesterek alkotásai. A templom ma egy alapítvány tulajdonában van, tervezik múzeummá átalakítani.